# Liste der Byggnadsminnen in Sundsvall (Gemeinde)
Diese Liste der Byggnadsminnen in Sundsvall (Gemeinde) zeigt die Baudenkmale (schwedisch Byggnadsminnen) der Gemeinde Sundsvall im Süden der schwedischen Provinz Västernorrlands län mit den Ortschaften (schwedisch tätorter) Alnö, Attmar, Holm, Indal, Liden, Njurunda, Selånger, Skön, Stöde, Sättna und Tuna sowie der Stadt Sundsvall. Aufgeführt werden die Byggnadsminnen, die im nationalen Denkmalregister (schwedisch Bebyggelseregistret - BeBR) gelistet sind. Es enthält weitere Informationen zu den registrierten Baudenkmälern.

## Begriffserklärung
Byggnadsminnen (schwedisch für Baudenkmale) sind in Schweden eine Art von Kulturdenkmälern, deren Erhalt und Schutz im Gesetz über die kulturelle Umwelt geregelt sind. Dazu zählen kulturhistorisch wertvolle Gebäude, Ensembles und Anlagen, die gem. den Bestimmungen des kulturminneslag (Kulturdenkmalgesetz) geschützt sind. Der Begriff unterscheidet sich insofern von der Deutung eines Baudenkmals, als das auch Parks, Gärten und andere Anlagen mit kulturhistorischen Wert als Byggnadsminnen eingestuft werden können.

## Legende

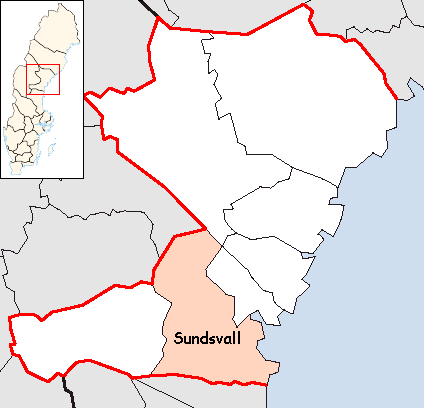
Lage der Gemeinde Sundsvall

| ID           | = | ID.Nr. des Denkmalregisters (BeBR) im „Swedish National Heritage Board“ (Riksantikvarieämbetet (RAÄ)) |
| Lage         | = | Adresse, Flurstück und Koordinatenangabe des Standorts                                                |
| Bezeichnung  | = | Bezeichnung/Name des Bauwerks/Denkmals/Objekts in Landessprache (schwedisch)                          |
| Beschreibung | = | deutscher Name (Funktion/Baujahr, wenn bekannt) sowie eine kurze Beschreibung des Objekts             |
| Bild         | = | Bild des Objekts sowie Verweis auf weitere Bilder                                                     |

## Gemeinde Sundsvall
| ID             | Lage                                                                                            | Bezeichnung                     | Beschreibung | Bild           |
| -------------- | ----------------------------------------------------------------------------------------------- | ------------------------------- | --- | -------------- |
| 21000001533143 | Storgatan 2 852 30 Sundsvall (Mercurius 11:1) (Karte)                                           | Casselska huset                 | Cassel-Haus (Wohn- und Geschäftshaus, 1895) Das Wohn- und Geschäftshaus (benannt nach dem ehemaligen Besitzer, Holzhändler T.Cassel) wurde 1894–1895 nach den Plänen den schwedischen Architekt Sven Malm an der Stelle eines 1888 abgebrannten Hotels errichtet () | Weitere Bilder |
| 21000001632960 | Parkgatan 5 852 38 Sundsvall (Östermalm 3:1) (Karte)                                            | Expeditionshus med Vattentorn   | Abfertigungsgebäude, Bahnhof Sundsvall (Bahnanlage, 1925) Das südlich der Bahnsteige (21320000039523) und östlich des Lokschuppen (21400000357718) gelegene ehemalige Abfertigungsgebäude mit kleinen Wasserturm wurde im gleichen Jahr und im gleichen Stil wie das Bahnhofsgebäude (21400000357704) errichtet und als Einzeldenkmal Teil der Gesamtanlage „Bahnhof Sundsvall“ (siehe auch 21320000039524) | Weitere Bilder |
| 21000001633582 | Landsvägsallén 8 852 29 Sundsvall (Östermalm 3:1) (Karte)                                       | Uthus, Sundsvall centralstation | Nebengebäude, Bahnhof Sundsvall (Bahnanlage, 1925) Das östlich des Bahnhofsgebäudes (21400000357704) gelegene Nebengebäude mit Ziegeldach wurde im gleichen Jahr und im gleichen Stil wie das Hauptgebäude errichtet und als Einzeldenkmal Teil der Gesamtanlage „Bahnhof Sundsvall“ (siehe auch 21320000039524) | Weitere Bilder |
| 21000001633680 | Landsvägsallén 6 852 29 Sundsvall (Östermalm 1:1) (Karte)                                       | Perrongtak (norr)               | Bahnhof Sundsvall, nördlicher Bahnsteig (Bahnanlage, 1925) Der nördliche Bahnsteig vom Bahnhof Sundsvall ist mit einer historisch erhaltenen Holzdachkonstruktion aus der Entstehungszeit ausgestattet und ist zusammen mit dem südlichen Bahnsteig (21000001633582) Teil der Gesamtanlage „Bahnsteige Sundsvall“ (21320000039523) | Weitere Bilder |
| 21000001633682 | Landsvägsallén 6 852 29 Sundsvall (Östermalm 1:1) (Karte)                                       | Perrongtak (söder)              | Bahnhof Sundsvall, südlicher Bahnsteig (Bahnanlage, 1925) Der südliche Bahnsteig von Bahnhof Sundsvall ist mit einer historisch erhaltenen Holzdachkonstruktion aus der Entstehungszeit ausgestattet und ist zusammen mit dem nördlichen Bahnsteig (21000001633680) Teil der Gesamtanlage „Bahnsteige Sundsvall“ (21320000039523) | Weitere Bilder |
| 21300000012828 | Gudmundstjärn 860 40 Indal (Gudmundtjärn 1:1) (Karte)                                           | Nybygget Gudmundstjärn          | Bauernhof Gudman-Stern (Siedlerhof 1778) Bitte Beschreibung einfügen () | Weitere Bilder |
| 21300000012829 | Syntésvägen 4 854 67 Sundsvall (Stockvik) (Dingersjö 1:67) (Karte)                              | Medborgarhuset Kusten           | Bürgerzentrum Kusten (Kulturzentrum, 1955) Bitte Beschreibung einfügen () | Weitere Bilder |
| 21300000012834 | Storgatan 3 852 30 Sundsvall (Bacchus 3) (Karte)                                                | Elfströmska huset               | Elfström Haus (Wohn- und Geschäftshaus, 1911) Bitte Beschreibung einfügen () | Weitere Bilder |
| 21300000012835 | Thulegatan 3 852 32 Sundsvall (Glädjen 4) (Karte)                                               | Bernska huset                   | Bernska huset (Wohn- und Geschäftshaus, 1894) Bitte Beschreibung einfügen () | Weitere Bilder |
| 21300000012837 | Sjögatan 9 852 34 Sundsvall (Jupiter 3, 5) (Karte)                                              | Blombergska husen               | Blomberg Haus (Wohn- und Geschäftshaus, 1889) Bitte Beschreibung einfügen () | Weitere Bilder |
| 21300000012842 | Esplanaden 15 852 31 Sundsvall (Mars 1) (Karte)                                                 | Biografteatern Svea             | Biografteatern Svea (Biograf, 1911) Bitte Beschreibung einfügen () | Weitere Bilder |
| 21300000012845 | Storgatan 12 852 30 Sundsvall (Minerva 4) (Karte)                                               | Dahlman-Nordlingska huset       | Dahlman-Nordlingska huset (Wohn- und Geschäftshaus, 1890) Bitte Beschreibung einfügen () | Weitere Bilder |
| 21300000012847 | Storgatan 10 852 30 Sundsvall (Minerva 5) (Karte)                                               | Malmströmska huset              | Malmström Haus (Wohn- und Geschäftshaus, 1897) Bitte Beschreibung einfügen () | Weitere Bilder |
| 21300000012850 | Varvsgränd 6 852 32 Sundsvall (Nöjet 10) (Karte)                                                | Metodistkyrkan                  | Metodistkyrkan (Freikirche, 1892) Bitte Beschreibung einfügen () | Weitere Bilder |
| 21300000012851 | Storgatan 29 852 30 Sundsvall (Vinsten 2) (Karte)                                               | Gamla Riksbankshuset            | Gamla Riksbankshuset (Bank, 1907) Bitte Beschreibung einfügen () | Weitere Bilder |
| 21300000012853 | Kyrkogatan 26 852 32 Sundsvall (Penningen 6) (Karte)                                            | Hedbergska huset                | Hedberg Haus (Wohnhaus, 1890) Bitte Beschreibung einfügen () | Weitere Bilder |
| 21300000012880 | Thulegatan 6 852 32 Sundsvall (Penningen 7) (Karte)                                             | Hantverksföreningens hus        | Hantverksföreningens hus (Vereinshaus, 1892) Bitte Beschreibung einfügen () | Weitere Bilder |
| 21300000012881 | Storgatan 13 852 30 Sundsvall (Proserpina 5) (Karte)                                            | Hotell Knaust                   | Hotel Knaust (Hotel, 1891) Bitte Beschreibung einfügen () | Weitere Bilder |
| 21300000012882 | Bankgatan 12 852 31 Sundsvall (Vesta 3) (Karte)                                                 | Tryckeribolagets hus            | Tryckeribolagets hus (Wohn- und Geschäftshaus, 1891) Bitte Beschreibung einfügen () | Weitere Bilder |
| 21300000012884 | Skolhusallén 8 852 36 Sundsvall (Gustaf Adolfsskolan 1) (Karte)                                 | Gustaf Adolfskolan              | Gustaf Adolfskolan (Schule, 1892) Bitte Beschreibung einfügen () | Weitere Bilder |
| 21300000012892 | Ovansjö 167 862 96 Njurunda (Ovansjö 1:23) (Karte)                                              | Ovansjöparken                   | Ovansjöparken (Park, 1932) Bitte Beschreibung einfügen () | Weitere Bilder |
| 21300000012893 | Köpmangatan 32 852 32 Sundsvall (Netto 9) (Karte)                                               | Köpmännens hus                  | Köpmännens hus (Wohn- und Geschäftshaus, 1894) Bitte Beschreibung einfügen () | Weitere Bilder |
| 21300000012897 | 860 41 Liden (Åsen 1:4, 1:5) (Karte)                                                            | Åsens sågverk                   | Sägewerk Åsen (Sägewerk, 1905) Bitte Beschreibung einfügen () | Weitere Bilder |
| 21300000012915 | Köpmangatan 11 852 31 Sundsvall (Kassören 1) (Karte)                                            | Sundsvalls teater               | Theater Sundsvall (Theater/Opernhaus, 1894) Bitte Beschreibung einfügen () | Weitere Bilder |
| 21300000012917 | Kyrkogatan 15 852 31 Sundsvall (Pan 5) (Karte)                                                  | Sundsvallsbankens byggnad       | Sundsvallsbankens byggnad (Wohn- und Geschäftshaus, 1886) Bitte Beschreibung einfügen () | Weitere Bilder |
| 21300000012926 | Rådhusgatan 22 852 32 Sundsvall (Stadshuset 1) (Karte)                                          | Sundsvalls stadshus             | Rathaus Sundsvall (Rathaus, 1868) Bitte Beschreibung einfügen () | Weitere Bilder |
| 21300000012927 | Storgatan 24 852 30 Sundsvall (Försöket 2) (Karte)                                              | Rahmska huset                   | Rahmska huset (Wohn- und Geschäftshaus, 1891) Bitte Beschreibung einfügen () | Weitere Bilder |
| 21300000012931 | Thulegatan 16 852 32 Sundsvall (Borgmästaren 10) (Karte)                                        | Posthuset i Sundvall            | Poststation Sundsvall (Poststation, 1955) Bitte Beschreibung einfügen () | Weitere Bilder |
| 21300000012932 | Trädgårdsgatan 43 852 32 Sundsvall (Tillbudet 2) (Karte)                                        | Tillbudet 2                     | Haus Tillbudet 2 (Wohn- und Geschäftshaus, 1907) Bitte Beschreibung einfügen () | Weitere Bilder |
| 21300000012939 | Esplanaden 14 852 32 Sundsvall (Tara 2) (Karte)                                                 | Wikströmska huset               | Wikström Haus (Wohnhaus, 1892) Bitte Beschreibung einfügen () | Weitere Bilder |
| 21300000012940 | Storgatan 18 852 30 Sundsvall (Jupiter 4) (Karte)                                               | Försäkringsbolaget Sveas hus    | Försäkringsbolaget Sveas hus (Wohn- und Geschäftshaus, 1892) Bitte Beschreibung einfügen () | Weitere Bilder |
| 21300000012941 | Hovrättsbacken 1 Sundsvall (Hovrätten 2) (Karte)                                                | Hovrätten för Nedre Norrland    | Hovrätten för Nedre Norrland (Hovrätt, Tingshus, Polishus, 1948) Bitte Beschreibung einfügen () | Weitere Bilder |
| 21300000012942 | Storgatan 17 852 30 Sundsvall (Nyttan 3, 6) (Karte)                                             | Hirschska huset                 | Hirschska huset (Wohn- und Geschäftshaus, 1891) Bitte Beschreibung einfügen () | Weitere Bilder |
| 21300000012945 | Storgatan 26 852 30 Sundsvall (Hälsan 6) (Karte)                                                | Grahnska huset                  | Grahnska huset (Wohn- und Geschäftshaus, 1893) Bitte Beschreibung einfügen | Weitere Bilder |
| 21300000012948 | Hörningsholm 139 Alnö (Gista 5:16) (Karte)                                                      | Föreningslokalen Thor           | Föreningslokalen Thor (Folkets hus, 1896) Bitte Beschreibung einfügen () | Weitere Bilder |
| 21300000012949 | Esplanaden 6 Sundsvall (Rätten 1) (Karte)                                                       | Fd Centralhotellet              | ehemaliges Zentralhotel (Hotel, 1891) Bitte Beschreibung einfügen () | Weitere Bilder |
| 21300000012950 | Sjögatan 7 Sundsvall (Minerva 6) (Karte)                                                        | Minerva 6                       | Haus Minerva 6 (Wohn- und Geschäftshaus, 1890) Bitte Beschreibung einfügen () | Weitere Bilder |
| 21300000012958 | bei Galtström 160 862 96 Njurunda (Armplågan 1:1, 1:158, 1:174, 1:176-177, Armsjön 1:1) (Karte) | Galtströms bruk                 | Eisenhütte Galtström (Eisenhütte/Dorf, 17. Jh.) Galtström ist eine ehemalige Eisenhütte und heutiges Museumsdorf etwa 30 km südöstlich von Sundsvall am Flusslauf des Armsjöån, bestehend aus 30 Gebäuden. Die Eisenhütte wurde 1673 gegründet und war das erste Eisenwerk in Medelpad. Es war bis 1916 in Betrieb und das naheliegende Sägewerk wurde 1919 stillgelegt. Seit 1955 wurde die Hütte und die historischen Gebäude des Dorfes aus dem 19. Jh. tw. mit staatlichen Mitteln in mehreren Schritten restauriert und diese stehen seit 1995 unter Denkmalschutz. Zu den historischen Gebäuden des Dorfes gehören neben der eigentlichen Eisenhütte, Galtström 124 (21400000693911) u.a.: - Kapelle, Galtström 112 - 1680 (21400000444371) - Wirtschaftsgebäude (heute Museum), Galtström 115 - um 1900 (21400000581132) - Herrenhaus (1830–1839) mit Westflügel (1851–1860) und Ostflügel (1857–1858), Galtström 116-118 - (21400000581339) - Lokschuppen, Galtström 125 (21400000581189) sowie weiteren Nebengebäuden, Dämmen und ... | Weitere Bilder |
| 21320000029765 | Nytorget 2 852 32Sundsvall (Rådmannen 5) (Karte)                                                | Thuressonska huset              | Treppenhaus des Thuresson Haus (Wohnhaus, 1890) Das Haus wurde 1890 für den schwedischen Schwebebahnbeauftragten Thure Reinhold Thuresson (1843–1918) und seine Frau nach Plänen des schwedischen Architekten Knut Gyllencreutz (1854–1937) als Wohnhaus errichtet. Im Treppenhaus mit vier Treppenläufen, zwei Podesten auf 2 Etagen und im Eingangsbereich sind die Original-Bemalungen, die Verzierungen mit Pflanzenornamenten sowie die Bleiglasfenster im Erdgeschoss erhalten geblieben. Nach einem Verfall der Fassade wurde das Haus 1962–1963 renoviert und einige historische Details, wie Putz- und Stuckwerk gingen verloren, das Treppenhaus steht seit 2014 unter Denkmalschutz | Weitere Bilder |
| 21320000039523 | Landsvägsallén 6 852 29 Sundsvall (Östermalm 1:1) (Karte)                                       | Perrongtaken Sundsvall          | Bahnsteige Sundsvall (Bahnanlage, 1925) seit 2001 als Gesamtanlage mit dem nördlichen (siehe auch Einzeldenkmal „nördlicher Bahnsteig Sundsvall“ 21000001633680) und dem südlichen Bahnsteig (siehe auch Einzeldenkmal „nördlicher Bahnsteig Sundsvall“ 21000001633682) und dessen historisch erhaltener Holzdachkonstruktion aus der Entstehungszeit unter Denkmalschutz stehend - siehe auch Gesamtanlage „Bahnhofsanlage Sundsvall“ (21320000039524) | Weitere Bilder |
| 21320000039524 | Landsvägsallén 6 852 29 Sundsvall (Östermalm 1:1, 3:1, 3:2) (Karte)                             | Sundsvalls centralstation       | Bahnhofsanlage Sundsvall (Bahnanlage, 1925) seit 2001 als Gesamtanlage „Bahnhofsgelände Sundsvall“ mit folgenden Einzeldenkmalen unter Denkmalschutz: - „Bahnhofshalle“, Landsvägsallén 6 (21400000357704) - „Nebengebäude“, Landsvägsallén 8 (21000001633582) - „Lokschuppen“, (21400000357718) - „Abfertigungsgebäude“, (21000001633960) - sowie die Gesamtanlage „Bahnsteige Sundsvall“ (21320000039523) (Anm.: Quellenlinkänderung vorher 21300000012840, neu 21320000039524), (2001) | Weitere Bilder |
| 21400000357704 | Landsvägsallén 6 852 29 Sundsvall (Östermalm 3:1) (Karte)                                       | Sundsvall Stationshus           | Bahnhofsgebäude Sundsvall (Bahnanlage, 1925) Das Bahnhofsgebäude von Sundsvall wurde 1925 nach Plänen des schwedischen Architekten Folke Zettervall nördlich der Bahnsteige als Backsteingebäude an der Landsvägsallén errichtet. Das im Stil der Nationalromantik und des Jugendstils erbaute langgestreckte Gebäude wird mittig durch die großen Giebelfassaden mit asymmetrischen Eingangsportalen zur Gleis- und Straßenseite unterbrochen. Es steht als Einzeldenkmal zusammen mit den Bahnsteigen (21320000039523), dem Lokschuppen (21400000357718) sowie dem Abfertigungsgebäude (21000001633960) seit 2001 als Gesamtanlage (21320000039524) unter Denkmalschutz. | Weitere Bilder |
| 21400000357718 | Parkgatan 3 852 38 Sundsvall (Östermalm 3:1) (Karte)                                            | Lokstall Sundsvall              | Lokschuppen, Bahnhof Sundsvall (Bahnanlage, 1925) Der Lokschuppen vom Bahnhof Sundsvall befindet sich südlich der Bahnsteige am Parkgatan und wurde 1925 im gleichen Stil wie der Bahnhof errichtet. Er wurde als Ringschuppen mit 8 Lokomotivgaragen erbaut, mit grau-weißer Fassade und Ziegeldach. Er steht als Einzeldenkmal zusammen mit dem Bahnhofsgebäude (21400000357704) und den Bahnsteigen (21320000039523) sowie dem Abfertigungsgebäude (21000001633960) seit 2001 als Gesamtanlage (21320000039524) unter Denkmalschutz. | Weitere Bilder |